# Dinocampus coccinellae
Dinocampus coccinellae is een parasitaire wesp die behoort tot de orde vliesvleugeligen (Hymenoptera) en de familie van de schildwespen (Braconidae). De soort is amper 1 cm lang. Ze doen aan parthenogenese, wat betekent dat ze zichzelf klonen en hun eieren niet bevrucht hoeven te worden. Daarom bestaan er maar weinig mannetjes bij deze soort.
Hoewel er eerder al 4 à 5 waren ontdekt, werd de wetenschappelijke naam voor het eerst geldig gepubliceerd door Schrank in 1802.
Dinocampus coccinellae, ook wel bekend als Perilitus coccinellae, leggen hun eieren in een volwassen lieveheersbeestje, dat vervolgens van binnenuit wordt opgegeten door de larven die uit de eieren worden geboren. De lieveheersbeestjes kunnen (als ze het proces overleven) hierna hun organen terug laten aangroeien en verder leven.